# (7357) 1995 UJ7
A (7357) 1995 UJ7 a Naprendszer kisbolygóövében található aszteroida. Ueda Szeidzsi és Kaneda Hirosi fedezte fel 1995. október 27-én.